# Kärleksvisor och sjöballader diktade och tonsatta
Kärleksvisor och sjöballader diktade och tonsatta är en vissamling av Evert Taube publicerad 1927. Kärleksvisor och sjöballader är Taubes femte vissamling. Samlingen är tillägnad den omstridde Eric von Rosen, Rockelstad: "Till Greve Eric von Rosen, Rockelstad, den ypperlige tolkaren av mina dikter, Evert Taube, 1:a maj 1927."

## Innehåll
Vinlandsvisor
- Vinlandsfärd, romans
- Dryckesballad
- Plastelin, intermezzo
- Svenska Apollon, humoresk
- Dottore Bordone, porträtt

Stockholmsballader
- Första torpet, pastoral
- Sommarnatt, skärgårdsvals
- Herr Filip Månsson träder i gemaken, ballad

Sjömansvisor
- Albert och Lilly eller Nemesis Divina, ballad om kärlek och giftermål
- Borta bra, men hemma bäst, sjömansvisa
- Noak var nykter, humoresk i sjöstil